# Hound Dog (brano musicale)
Hound Dog è una canzone blues scritta da Jerry Leiber e Mike Stoller, ed originariamente registrata da Willa Mae "Big Mama" Thornton nel 1953 nel 78 giri Hound Dog/Night Mare.

## Il brano
Johnny Otis aveva avuto l'incarico da Don Robey, fondatore e titolare della Peacock Records, di trovare dei brani da far incidere a Big Mama Thornton, ed entrò in contatto con Leiber e Stoller che gli proposero alcune canzoni, tra cui questa; La Thornton incise la sua versione con l'orchestra di Johnny Otis il 13 agosto 1952. 
Il termine hound dog viene tratto dal paroliere Leiber dallo slang dei neri e significa "mantenuto", il testo infatti è il lamento di una donna verso l'uomo che lei mantiene.
Nella prima incisione pubblicata dalla Thornton il testo del brano sull'etichetta è attribuito anche a Otis che, in seguito, fece causa a Leiber e Stoller per vedere riconosciuti i suoi diritti, ma perse la causa proprio per la testimonianza di Big Mama Thornton . Nella sua autobiografia Otis sostiene di aver scritto alcuni versi della canzone, per la precisione: "“You made me feel so blue, you make me weep and moan/You ain’t looking for a woman, you’re just looking for a home", per sostituirne altri che riteneva non adatti, e che siano stati Leiber e Stoller a denunciarlo per estrometterlo dai diritti d'autore del brano.
Le numerose cover registrate da diversi artisti nel corso degli anni cinquanta, evidenziano le differenze fra i vari generi musicali adottati: il blues, il country ed il rock and roll.

### La versione di Elvis Presley
Sicuramente la versione più conosciuta del brano è quella del 1956 registrata da Elvis Presley e pubblicata nel singolo Hound Dog/Don't Be Cruel, che vendette sette milioni di copie. 
Elvis ascoltò la canzone per la prima volta a Las Vegas nell'aprile del 1956, quando con la sua band si trovava in Nevada per alcuni concerti presso il New Frontier Hotel. Una sera, mentre era al Sands Casinó Hotel, ascoltò la versione cantata da Freddie Bell & The Bellboys, restandone immediatamente affascinato: la sua versione si rifà a questa e non a quella della Thornton . Poche settimane dopo, la sua cover di Hound Dog (cantata per la prima volta all'Ellis Auditorium di Memphis) diventerá una vera Hit nazionale.
Il 5 Giugno 1956 Elvis portò Hound Dog per la prima volta in TV, durante il programma Milton Berle Show. L'interpretazione, condita da una serie di scatti e movenze di bacino, mandò in visibilio il pubblico femminile presente in studio. Nei giorni successivi, il conduttore del programma ricevette però circa mezzo milione di lettere di insulti da parte di cittadini scandalizzati, che si chiedevano come avesse potuto accogliere nel suo show "un personaggio di quel tipo".
Tuttavia la notorietá ricevuta fu comunque maggiore delle critiche, tanto da convincere poi il programma televisivo Steve Allen Show ad invitare Elvis in studio per cantare 'Hound Dog' durante la serata del 1 luglio 1956. Un'apparizione di pochi minuti, ma che venne pagata al cantante la considerevole somma di 7.500$ (con però l accordo che Elvis riducesse al minimo le sue movenze e si presentasse con un'aria ed un abbigliamento assolutamente irreprensibili). L'apparizione di Elvis allo Steve Allen Show passerá alla storia in quanto unica nel suo genere e verrá ricordata da molti fan ed ammiratori come l'esibizione più umiliante dell'intera carriera di Elvis Presley.
La sua cover del brano è stata posizionata alla diciannovesima posizione della Lista delle 500 migliori canzoni della storia secondo la rivista Rolling Stone.
Il singolo raggiunse la prima posizione negli Stati Uniti per undici settimane vincendo quattro dischi di platino e la seconda nella Official Singles Chart.
Soltanto nel 1953 Hound Dog, fu registrata da cinque differenti artisti country, ed altre 26 volte nel 1964.. Dagli anni settanta in poi, la canzone è apparsa nella colonna sonora di numerosi film, ed in particolar modo in American Graffiti, Grease, Forrest Gump, Lilo & Stitch e Indiana Jones e il regno del teschio di cristallo.

## Altre versioni
Una lista parziale di versioni di Hound Dog include: 
- John Entwistle (bassista dei The Who)
- Jimi Hendrix
- Jimi Hendrix & Little Richard
- The Everly Brothers
- Jerry Lee Lewis
- John Lennon
- Royal Artillery Alanbrooke Band
- Billy "Crash" Craddock
- Johnny Burnette Trio
- The Rolling Stones
- Robert Palmer
- Tales of Terror
- Gene Vincent
- Eric Clapton
- Bernie Marsden, Ian Paice, Neil Murray e Don Airey
- Jeff Beck & Jed Leiber
- James Taylor
- Etta James
- Scorpions

Renato Pareti ha scritto il testo della versione in italiano, intitolata Dolce Marilou.
Nel 2022 la cantante Doja Cat ha campionato Hound Dog per il singolo Vegas, facente parte della colonna sonora del film Elvis, biopic su Elvis Presley.